# Кювьерова газель
Кювьерова газель, или газель-эдми, или атласская газель, или газель Кювье (лат. Gazella cuvieri), — вид газелей, встречающийся на территории Алжира, Марокко и Туниса. Видовой эпитет дан в честь французского зоолога Фредерика Кювье (1773—1838). Это один из самых тёмно-окрашенных видов газелей, что объясняется её жизнью в том числе и в лесах. Иногда это животное выделяют вместе с джейраном и песчаной газелью в самостоятельный род Trachelocele. Это очень редкий вид, в дикой природе насчитывается около 2000 особей. Масса тела достигает 38 кг.

## Охранный статус
Первоначально причиной снижения численности этого вида послужила охота, предпринимавшаяся ради шкур этих животных, их мяса, а также ради охотничьих трофеев. Уже в 1930-е годы газель Кювье считалась одной из самых редких газелей, но охранять её начали только в 1960-е годы. Сейчас охота на этих животных запрещена законодательно, но этот вид страдает от разрушения среды его обитания. Местные фермеры превращают места обитания газелей в пастбища для своего скота, и газелям Кювье приходится конкурировать за пищу с домашними овцами и козами.
Одно время уже полагали, что в мире не осталось диких газелей Кювье. Сейчас же считается, что численность этих животных не превышает 2000 диких особей во всём мире. Газели Кювье обитают в ряде районов Атласских гор. В Тунисе большая часть их мест обитания охраняется, но в Алжире и Марокко многие популяции этих животных до сих пор вынуждены бороться за пищу с домашним скотом.
В списках МСОП этот вид фигурирует как находящийся в опасности.

## Среда обитания
Газель Кювье обитает в Атласских горах, на северо-западном краю Африки. Встречается на различных местностях. Предпочитает песчаные или каменистые холмы и плато. Также живёт и в возрождающихся лесах региона, в том числе в густых сосновых лесах. Рано утром и поздно вечером эти газели спускаются с гор, чтобы пастись на лугах внизу. Ближе к полудню возвращаются на горы или в лес, чтобы переждать там дневную жару.

## Поведение
Каждая популяция газелей Кювье обычно состоит из 3—4 стад, в каждом из этих стад обычно не более 8 особей. Как правило, в стаде только 1 самец и до 3 самок с детёнышами. Самка может родить за раз 1 или 2 детёнышей. С наступлением брачного сезона доминирующий самец изгоняет из стада молодых самцов, сбивающихся в «холостяцкие» стада. Самки покидают стадо, чтобы родить в одиночестве. Родив, она возвращается в стадо. Тогда же возвращаются и изгнанные молодые самцы. В следующий брачный сезон всё повторяется.
Эти газели пользуются сигналом опасности: начинают резко и быстро вилять хвостом и подпрыгивать сразу всеми 4 ногами. Это также один из самых быстрых видов среди газелей. Они могут развивать и сохранять скорость до 90 км/ч.
Газели Кювье питаются листьями, травой и другой растительной пищей. Могут съесть много зелени за 1 раз, а потом жевать жвачку в прохладном месте, пока пережидают жару.

## Размножение
Беременность длится около 160 дней. Роды обычно ранней весной. Перед родами самка уходит из стада, рожает в одиночестве, прячет детёныша в густом кустарнике вдали от стада и время от времени приходит к нему, чтобы покормить. Так проходит первый месяц жизни детёныша. К концу первого месяца детёныш начинает есть траву, но всё ещё нуждается в материнском молоке.
Этот вид — один из немногих среди газелей, у которого часто (40,5 %) рождаются двойни. При рождении одного детёныша средний вес новорожденного — 2,99 кг, при рождении двойни — 2,85 кг. Через 10 дней после родов самка снова готова к зачатию, за год рожает 2 раза. Самки достигают половой зрелости в возрасте 27 недель и могут родить первого детёныша в возрасте 70 недель.